# Ethan Galbraith
Ethan Stuart William Galbraith (Belfast, 11 maggio 2001) è un calciatore nordirlandese, centrocampista dello Swansea City.

## Caratteristiche tecniche
È un centrocampista centrale.

## Carriera

### Club

#### Gli inizi
Cresciuto nel settore giovanile del Linfield, nell'estate del 2017 viene acquistato dal Manchester Utd. Fa tutta la trafila delle giovanili dei Reds fino ad esordire in prima squadra il 28 novembre 2019, disputando l'incontro della fase a gironi di UEFA Europa League perso 2-1 contro l'Astana.

#### Doncaster Rovers
Il 13 agosto 2021 viene ceduto in prestito al Doncaster.

### Nazionale
Il 5 settembre 2019, a soli 18 anni, ha esordito con la nazionale nordirlandese disputando l'amichevole vinta 1-0 contro il Lussemburgo.

## Statistiche
Statistiche aggiornate al 28 novembre 2019.

### Presenze e reti nei club
| Stagione        | Squadra         | Campionato      | Campionato | Campionato | Coppe nazionali | Coppe nazionali | Coppe nazionali | Coppe continentali | Coppe continentali | Coppe continentali | Altre coppe | Altre coppe | Altre coppe | Totale | Totale | Totale |
| Stagione        | Squadra         | Comp            | Pres       | Reti       | Comp            | Pres            | Reti            | Comp               | Pres               | Reti               | Comp        | Pres        | Reti        | Pres   | Reti   |        |
| --------------- | --------------- | --------------- | ---------- | ---------- | --------------- | --------------- | --------------- | ------------------ | ------------------ | ------------------ | ----------- | ----------- | ----------- | ------ | ------ | ------ |
| 2019-2020       | Manchester Utd  | PL              | 0          | 0          | FACup+CdL       | 0               | 0               | UEL                | 1                  | 0                  |             | -           | -           | 1      | 0      |        |
| Totale carriera | Totale carriera | Totale carriera | 0          | 0          |                 | 0               | 0               |                    | 1                  | 0                  |             | -           | -           | 1      | 0      |        |

### Cronologia presenze e reti in nazionale
| Cronologia completa delle presenze e delle reti in nazionale ― Irlanda del Nord | Cronologia completa delle presenze e delle reti in nazionale ― Irlanda del Nord | Cronologia completa delle presenze e delle reti in nazionale ― Irlanda del Nord | Cronologia completa delle presenze e delle reti in nazionale ― Irlanda del Nord | Cronologia completa delle presenze e delle reti in nazionale ― Irlanda del Nord | Cronologia completa delle presenze e delle reti in nazionale ― Irlanda del Nord | Cronologia completa delle presenze e delle reti in nazionale ― Irlanda del Nord | Cronologia completa delle presenze e delle reti in nazionale ― Irlanda del Nord |
| Data                                                                            | Città                                                                           | In casa                                                                         | Risultato                                                                       | Ospiti                                                                          | Competizione                                                                    | Reti                                                                            | Note                                                                            |
| ------------------------------------------------------------------------------- | ------------------------------------------------------------------------------- | ------------------------------------------------------------------------------- | ------------------------------------------------------------------------------- | ------------------------------------------------------------------------------- | ------------------------------------------------------------------------------- | ------------------------------------------------------------------------------- | ------------------------------------------------------------------------------- |
| 5-9-2019                                                                        | Belfast                                                                         | Irlanda del Nord                                                                | 1 – 0                                                                           | Lussemburgo                                                                     | Amichevole                                                                      | -                                                                               | 88’                                                                             |
| 18-11-2020                                                                      | Belfast                                                                         | Irlanda del Nord                                                                | 1 – 1                                                                           | Romania                                                                         | UEFA Nations League 2020-2021 - 1º turno                                        | -                                                                               | 67’                                                                             |
| 11-6-2024                                                                       | Murcia                                                                          | Irlanda del Nord                                                                | 2 – 0                                                                           | Andorra                                                                         | Amichevole                                                                      | -                                                                               | 61’                                                                             |
| 18-11-2024                                                                      | Lussemburgo                                                                     | Lussemburgo                                                                     | 2 – 2                                                                           | Irlanda del Nord                                                                | UEFA Nations League 2024-2025 - 1º turno                                        | -                                                                               | 89’                                                                             |
| 21-3-2025                                                                       | Belfast                                                                         | Irlanda del Nord                                                                | 1 – 1                                                                           | Svizzera                                                                        | Amichevole                                                                      | -                                                                               | 74’                                                                             |
| 7-6-2025                                                                        | Copenaghen                                                                      | Danimarca                                                                       | 2 – 1                                                                           | Irlanda del Nord                                                                | Amichevole                                                                      | -                                                                               | 61’                                                                             |
| 10-6-2025                                                                       | Belfast                                                                         | Irlanda del Nord                                                                | 1 – 0                                                                           | Islanda                                                                         | Amichevole                                                                      | -                                                                               | 46’                                                                             |
| Totale                                                                          |                                                                                 | Presenze                                                                        | 7                                                                               |                                                                                 | Reti                                                                            | 0                                                                               |                                                                                 |